# Arco de la Victoria (Newport News)
El Arco de la Victoria o el Arco de la Victoria de Newport News (en inglés: Victory Arch o Newport News Victory Arch) es un arco de triunfo de la ciudad de Newport News, en Virginia (Estados Unidos). Fue erigido en 1919 y reconstruido en 1962. 
El monumento se realizó en memoria de aquellos que sirvieron en las fuerzas armadas estadounidenses en las distintas guerras en las que el país norteamericano ha tomado parte. 